# Ted Cruz
Rafael Edward „Ted“ Cruz (* 22. prosince 1970 Calgary) je politik za Republikánskou stranu ve Spojených státech amerických, od 3. ledna 2013 senátor za stát Texas. Cruz byl jedním z nejúspěšnějších kandidátů za Republikánskou stranu v amerických prezidentských volbách v roce 2016.

## Rodina
Narodil se v Calgary v Albertě v Kanadě. Jeho matkou byla Američanka irského a zčásti italského původu Eleanor Elisabeth Wilsonová Cruzová, která se narodila ve Wilmingtonu ve státě Delaware a vystudovala programování na Rice University v Texasu. Otcem Teda Cruze je Rafael Bienvenido Cruz, který se narodil roku 1939 na Kubě, kde se ve čtrnácti letech zapojil do Castrovy revoluce a v roce 1957 emigroval do Spojených států. Poté, co v roce 1961 získal diplom na Texaské univerzitě v Austinu, mu Spojené státy udělily politický azyl. Podnikal v ropném průmyslu. Z prvního manželství měl Rafael dvě dcery, Miriam Ceferinu (zemřela v roce 2011) a Roxanu Lourdes. Rodiče Teda Cruze se rozvedli v roce 1997.
Ted Cruz se v roce 2001 oženil s Heidi Nelsonovou (* 1972), úspěšnou investiční manažerkou z Kalifornie, s níž se setkal během práce na prezidentské kampani George Bushe v roce 2000. Mají spolu dvě děti, Caroline (* 2008) a Catherine (* 2011).

## Studium a kariéra
Absolvoval střední školu v Houstonu, poté nastoupil na Princetonskou univerzitu, kde získal v roce 1992 titul bakaláře umění. Během studií se velmi úspěšně účastnil soutěžního debatování na celonárodní úrovni (v roce 1992 byl v rámci univerzitního klubu zvolen řečníkem roku) a velmi dobře se zapsal i u většiny svých profesorů, kteří si jej pamatují jako jednoho z nejlepších studentů. Následně studoval práva na Harvardově univerzitě, kde získal v roce 1995 titul doktora práv.
Navázal prací asistenta, nejprve v roce 1995 u federálního odvolacího soudu v Richmondu, poté v roce 1996 u Nejvyššího soudu pod soudcem Williamem Rehnquistem. Pak pracoval v letech 1997–1998 jako právník v soukromé firmě.
V roce 1999 se zapojil do politiky, podílel se na prezidentské kampani George W. Bushe jako právní poradce. Podílel se i na přípravě podkladů za Bushovu stranu, když o výsledku prezidentských voleb v roce 2000 musel rozhodovat soud. V letech 2003 až 2008 zastával v Texasu funkci zvanou Solicitor General, kterou zřídil úřad nejvyšší státního zástupce, aby dohlížela na odvolání týkající se státu. V roce 2013 se stal senátorem za stát Texas.
Na svém účtu na Twitteru v roce 2014 oznámil kandidaturu na prezidenta Spojených států amerických ve volbách v roce 2016. Jakkoliv dosud vyhrál primárky v některých státech (kupř. ve svém domovském Texasu, dále v Iowě, na Aljašce, Oklahomě či v Maine), za hlavním soupeřem Donaldem Trumpem k počátku března 2016 zaostával.

## Politická stanoviska

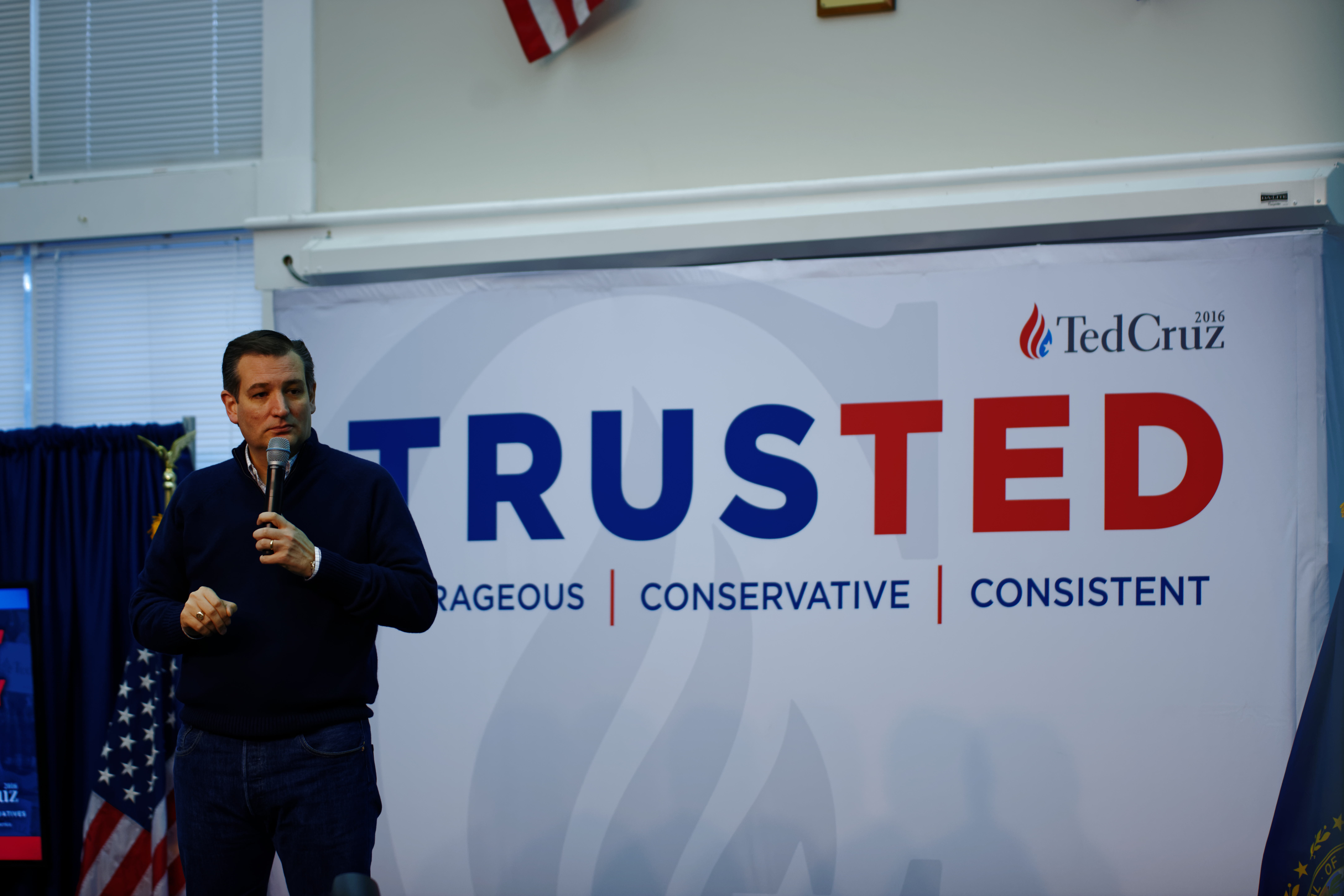
Senátor Ted Cruz 3. února 2016 při své volební kampani

Ted Cruz se ideologicky řadí k silně pravicovému křídlu Republikánské strany, hlavní jádro jeho voličů tak tvoří konzervativní protestanti obvykle z jižních států. Cruz se netají kritikou federální vlády ve Washingtonu (dlouhodobě např. podporuje zrušení federálního daňového úřadu), soustavně odmítá negativní vliv člověka na globální oteplování, ostře vystupuje proti potratům (jedinou výjimku pro něj představují matky ohrožené na životě).
Zásadně nesouhlasí s uzákoněním sňatků homosexuálních párů, přičemž je ale přesvědčen, podobně jako ve věci legalizace marihuany, že by o otázce potenciálního přijetí zákona umožňujícího sňatky osob stejného pohlaví měly rozhodovat jednotlivé státy, nikoliv federální vláda. Je pro zachování trestu smrti.
Cruz se vymezuje proti některým mezinárodním smlouvám a jako potenciální prezident by prosazoval jednostranná řešení světových krizí a silně konfrontační politiku podobnou politickému konceptu George Bushe (tzv. Bushova doktrína), která zahrnovala rozšíření globálních zájmů Spojených států v její úloze supervelmoci (svoji názorovou pozici sám označuje jako „někde mezi izolacionismem Randa Paula a aktivním intervencionismem Johna McCaina“). Delší dobu kritizuje sbližování Spojených států s Kubou – ve svém rozhovoru pro stanici Fox prohlásil, že uvolňování napětí s Castrovým režimem se ukáže jako velká chyba Obamovy zahraniční politiky. Cruzovým velkým politickým vzorem je Ronald Reagan.
Cruz patří k nejhlasitějším kritikům Obamovy politiky (byl např. jedním z klíčových politiků, jež se důrazně postavili proti Obamovu návrhu zdravotní reformy, tzv. Obamacare). Jeho ultrakonzervativním stanoviskům se dostává podpory např. od Sarah Palinové či Randa Paula, naopak kupř. John McCain, neúspěšný kandidát na prezidenta z roku 2008, se s Cruzovými radikálními názory neztotožňoval, podobně jako celá řada Cruzových republikánských kolegů ze Senátu.